# Луи Бонапарт
Луи Наполеон Бонапарт, принц на Франция (на френски: Prince Français; на нидерландски: Lodewijk Napoleon), крал на Холандия (на английски: King of Holland), граф на Сен-Лу (на френски: Comte de Saint-Leu) (2 септември 1778 – 25 юли 1846) е петото дете и четвърти син на Карло Бонапарт и Летиция Рамолино и брат на Наполеон Бонапарт.

## Крал на Холандия
Наполеон го прави крал на Холандия на 5 юни 1806 г. Въпреки желанието на брат му да изпълнява функциите на френски губернатор, Луи приема задълженията си като крал много сериозно и се назовава крал Луи I (на нидерландски: Koning Lodewijk I). Старае се да изучи нидерландски език и приема много отговорно задълженията си на независим владетел на Кралство Холандия.
Управлението на Луи е кратко. Към 1809 г. Наполеон възнамерява да прекрати тайната търговия на холандците с Англия, извършвана в нарушение на континенталната блокада. Луи се противопоставя на брат си, а Наполеон го обвинява, че поставя интересите на Кралство Холандия над тези на Франция и изтегля повечето от френските войски от кралството, като оставя гарнизон от около 9000 войника. През 1808 г. англичаните дебаркират с армия от 40 000 войника с цел да завладеят Антверпен. Луи не е способен да се защити и Наполеон изпраща 80 000 армия, която успява да отбие английската атака. След това Наполеон изисква от Луи да абдикира и като причина посочва, че той не е в състояние да защитава Кралство Холандия. Луи отново категорично отказва и Наполеон го отстранява от власт и анексира Кралство Холандия на 9 юли 1810 г.

## Следващи години
Като граф на Сен-Лу Луи живее в Бохемия, Австрия и Швейцария. Последните си години живее в Италия и се занимава с писане. Сред трудовете му са:
- Documents historiques et réflexions sur le gouvernement de la Hollande, 3 vol. (1820)
- Marie, ou les peines de l’amour, 2 vol. (1812)
- Le Retour (1846),

## Семейство
Луи се жени за дъщерята на Жозефин дьо Боарне – Ортанс (Хортензия) – през 1802 г. Бракът не е щастлив, но двамата имат три деца: Наполеон Шарл Бонапарт, Наполеон Луи Бонапарт и Шарл Луи Наполеон Бонапарт, като последният по-късно става Наполеон III.